# 남면초등학교 양덕분교
남면초등학교 양덕분교는 대한민국 경기도 양주시에 있는 공립 초등학교이다.

## 연혁
- 1962년 3월 5일 : 남면국민학교 한산분교로 개교
- 1967년 3월 2일 : 양덕국민학교로 변경
- 1994년 3월 1일 : 남면국민학교 양덕분교로 개편
- 1996년 3월 1일 : 남면초등학교 양덕분교로 변경